# Sernur
Sernur (russisch Се́рнур; Mari Шернур, Šernur) ist eine Siedlung städtischen Typs in der Republik Mari El (Russland) mit 8686 Einwohnern (Stand 14. Oktober 2010).

## Geographie
Der Ort liegt in der Wolgaregion gut 80 Kilometer Luftlinie nordöstlich der Republikhauptstadt Joschkar-Ola am Flüsschen Serdjaschka, das über Lasch, Njomda und Pischma der Wjatka zufließt.
Sernur ist Verwaltungszentrum des Rajons Sernurski und Sitz der Stadtgemeinde (gorodskoje posselenije) Possjolok Sernur, zu der neben der Siedlung noch die fast unmittelbar anschließenden Dörfer Issajenki (etwa 1,5 km nördlich des Zentrums), Juschto Pamasch (2,5 km westlich) und Polanur (2 km südöstlich) gehören.

## Geschichte
Der Ort wurde im 17. Jahrhundert als vorwiegend von Mari bewohntes Dorf Makarsola (russisch Makarjewo) gegründet. Nach dem Bau einer Kirche 1749 war auch die Bezeichnung Blagoweschtschenskoje nach den Namen der Kirche in Gebrauch (Blagoweschtschenije für Mariä Verkündigung). Später setzte sich die unter den Mari gebräuchliche Bezeichnung Schernur respektive die russifizierte Variante Sernur durch; Scher abgeleitet von Scherdesch für den Fluss Serdjaschka und nur, mari für ‚Feld‘.
Nach der Gründung der Autonomen Oblast der Mari 1920 (ab 1936 ASSR) wurde diese zum 15. Januar 1921 zunächst in drei Kantone gegliedert, und Sernur zum Verwaltungssitz des östlichsten der Kantone und als solcher zur Stadt erhoben. 1926 wurde der Ort wieder zu einem Dorf (selo) herabgestuft, blieb aber Zentrum des Kantons (ab 1932 Rajon).
1966 erfolgte die Verleihung des Status einer Siedlung städtischen Typs.

### Bevölkerungsentwicklung
| Jahr | Einwohner |
| ---- | --------- |
| 1811 | 167       |
| 1939 | 1.358     |
| 1959 | 3.362     |
| 1970 | 5.836     |
| 1979 | 8.425     |
| 1989 | 10.196    |
| 2002 | 9.031     |
| 2010 | 8.686     |

Anmerkung: ab 1939 Volkszählungsdaten

## Kultur und Sehenswürdigkeiten
In Sernur gibt es ein Historisches und Literaturmuseum, das der Geschichte des Ortes und des Rajons, der Ethnographie und Folklore der Mari sowie dem Dichter Nikolai Sabolozki gewidmet ist.

## Persönlichkeiten
- Nikolai Sabolozki (1903–1958), russischer Dichter und Übersetzer, verbrachte einen Teil seiner Kindheit in Sernur
- Schabdar Ossyp (1898–1937; eigentlich Iossif Schabdarow), Mari-Dichter und -Dramaturg, arbeitete in den 1930er-Jahren in Sernur als Lehrer, Opfer des Großen Terrors; im Ort steht eine Büste

## Wirtschaft und Infrastruktur
Sernur ist Zentrum eines Landwirtschaftsgebietes (überwiegend Getreide-, Kartoffel- und Zuckerrübenanbau sowie Rinderhaltung) mit mehreren Betrieben der Lebensmittelindustrie.
Durch die Siedlung verläuft die von Joschkar-Ola über Sowetski kommende Regionalstraße R 172 nach Urschum in der benachbarten Oblast Kirow. In Sernur zweigt eine Straße ab, die den Nordosten der Republik erschließt und weiter nach Sowetsk führt, ebenfalls in der Oblast Kirow.